# دریای سلیمان

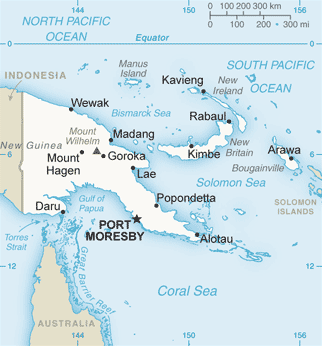
دریای سلیمان در شرق پاپوا گینهٔ نو

دریای سلیمان (به انگلیسی: Solomon Sea) بخشی از آبهای غربی اقیانوس آرام جنوبی است که در شمال دریای کورال بین پاپوا گینه نو در غرب و جزایر سلیمان در شرق آن واقع شده‌است.
مساحت کل دریای سلیمان ۷۲۰٬۰۰۰ کیلومترمربع است و مجمع‌الجزایر لوئیزیاد، نیو جورجیا و گوادال‌کانال در آن واقع شده‌اند. این دریا به آب‌های دریای کورال در جنوب، دریای بیسمارک در شمال غربی و اقیانوس آزاد در شمال شرقی خود راه دارد. کف دریا به دو حوزهٔ ابگیر مهم تقسیم شده‌است. یکی از آن‌ها حوزهٔ آبگیر بریتانیای نو در شمال است که در کل بیش از ۴٬۰۰۰ متر عمق داشته و در بخش‌های عمیقترش به ۹٬۱۴۰ متر نیز می‌رسد. حوزهٔ آبگیر دیگر که سلیمان نام دارد در جنوب دریای سلیمان واقع شده و عمق آن به ۷٬۰۰۰ متر می‌رسد.
در زمستان (ژوئیه تا سپتامبر)، جریانی موسوم به جریان استوایی جنوبی از سمت شمال وارد دریای سلیمان شده و پس از دوشاخه شدن به سوی جنوب شرقی و جنوب غربی ادامه می‌یابد. حرکت این جریان در تابستان‌ها در جهت معکوس روی می‌دهد.
پولینزی‌ها، اعراب و چینی‌ها از نخستین کسانی بودند که به کشتیرانی در این دریا پرداختند و آلوارو دِه مِندانیا دِه نیرا نخستین اروپایی‌ای بود که سرانجام در ۱۵۶۷ از این دریا گذشت. دریای سلیمان در خلال جنگ جهانی دوم صحنهٔ درگیری‌های دریایی عظیمی بین کشتی‌های ژاپنی و آمریکایی بود.